# Behuria insignis
Behuria insignis là một loài thực vật có hoa trong họ Mua. Loài này được Cham. mô tả khoa học đầu tiên năm 1834.